# Cantó de Bordeus-2

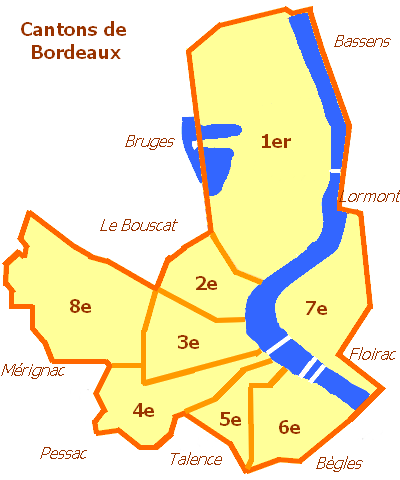
Els 8 cantons de Bordeus

El cantó de Bordeus-2 és un cantó francès del departament de la Gironda, situat al districte de Bordeus. Comprèn una part del centre del municipi de Bordeus (quartiers de Grand Parc i Chartrons).

## Història
| Data d'elecció                           | Identitat         | Partit | Qualitat |
| ---------------------------------------- | ----------------- | ------ | -------- |
| 1945-1948                                | Jules Ramarony    | CNI    |          |
| 1948-1956                                | M. Castéran       |        |          |
| 1956-1961                                | Albert Faurat     |        |          |
| 1961-1974                                | Williams Lacoste  |        |          |
| 1974-1991                                | Simone Noailles   | RPR    |          |
| 1992-2004                                | Chantal Bourragué | UMP    |          |
| 2004-                                    | Michèle Delaunay  | PS     |          |
| les dades anteriors no són pas conegudes |                   |        |          |
|                                          |                   |        |          |

## Demografia
| 1962 | 1968 | 1975 | 1982 | 1990 | 1999 | 2006   |
| ---- | ---- | ---- | ---- | ---- | ---- | ------ |
| -    | -    | -    | -    | -    | -    | 25.702 |